# Пантелеев, Семён Осипович
Семён Осипович Пантелеев (1791—1828) — русский инженер, подполковник.

## Биография
Родился в 1791 году; происходил из обер-офицерских детей.

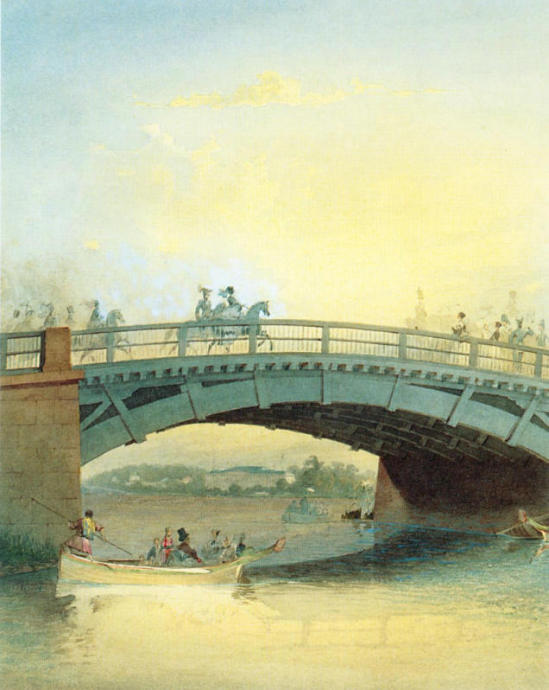
Каменноостровский мост в 1830-е гг.

В 1810 году поступил в только что открытый Институт корпуса инженеров путей сообщения. По экзамену в 1811 году был произведён в прапорщики, а в 1812 году — в подпоручики. Во время войны, ввиду крайнего недостатка в офицерах в действующей армии, по высочайшему повелению двенадцать воспитанников института, произведённые в подпоручики, были отправлены в армию с тем условием, что впоследствии они могли возвратиться в институт для окончания образования; четверо же самых лучших воспитанников, в числе которых был Семён Пантелеев, были оставлены при Главном управлении путей сообщения. Вместе с А. Д. Готманом он состоял при работах по постройке по проекту генерала Бетанкура Каменноостровского моста в Санкт-Петербурге. При постройке этого первого постоянного на Неве моста были в первый раз в России употреблены деревянные арки; 30 августа 1813 года он был открыт для движения. За участие в этой работе Пантелеев был награждён орденом Св. Владимира 4-й степени.
В дальнейшем он ещё раз участвовал в реализации проекта Бетанкура — при устройстве ярмарки в Нижнем Новгороде. В марте 1825 года он был командирован в Отдельный округ Военных поселений, откуда вскоре перемещён в Главное управление путей сообщения членом Комитета для рассмотрения проектов и смет.
В 1826 году был помощником директора Кондукторской школы, заведующим учебной частью, а в 1827 году занял место директора; за это время он произвёл значительные улучшения в учебной части и повысил образовательный курс.
Умер в 1828 году в чине подполковника.